# Уклон (геодезия)
Укло́н (в геодезии) — показатель крутизны склона; отношение проекции линии на местности на вертикальную плоскость к проекции этой же линии на горизонтальную. Иными словами, величина уклона равна тангенсу угла между величиной подъёма склона и горизонталью (тангенсу угла наклона).
Например, подъёму 12 метров на 100 метров перемещения по горизонтали соответствует уклон, равный 0,12 (12 % или 120 ‰).
При чтении нотации знак «%» произносится «сотых», а «‰» — «тысячных».
Уклон указывают на дорожных знаках 1.13 «Крутой спуск» и 1.14 «Крутой подъём».
На топографическом плане (карте) уклон можно определить по графику заложений уклонов.